# 帕海姆進攻
帕海姆進攻是國際象棋開局開放性開局的一種，走法為：
1.e4 e5 2.Qh5